# Хадар-йихуд

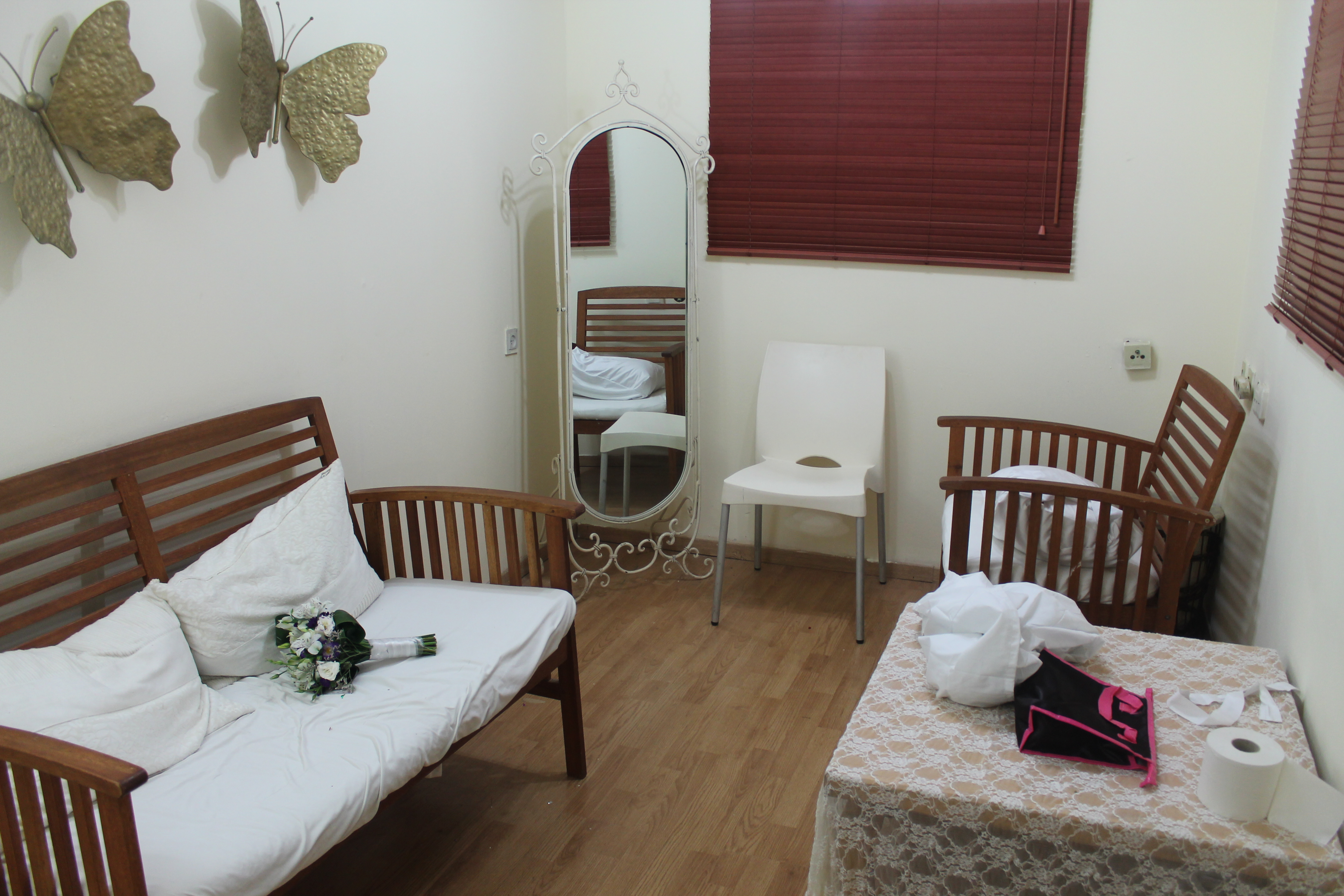
Фотография хадар йихуда

Хадар-йихуд (от ивр. חדר ייחוד‎ — «комната уединения») — традиция на еврейской свадьбе, когда жених и невеста остаются наедине в определённом месте после церемонии бракосочетания (см. хупа). Эта практика принята у ашкеназов и считается необходимостью для того, чтобы считать пару состоящей в законном браке.

## Описание

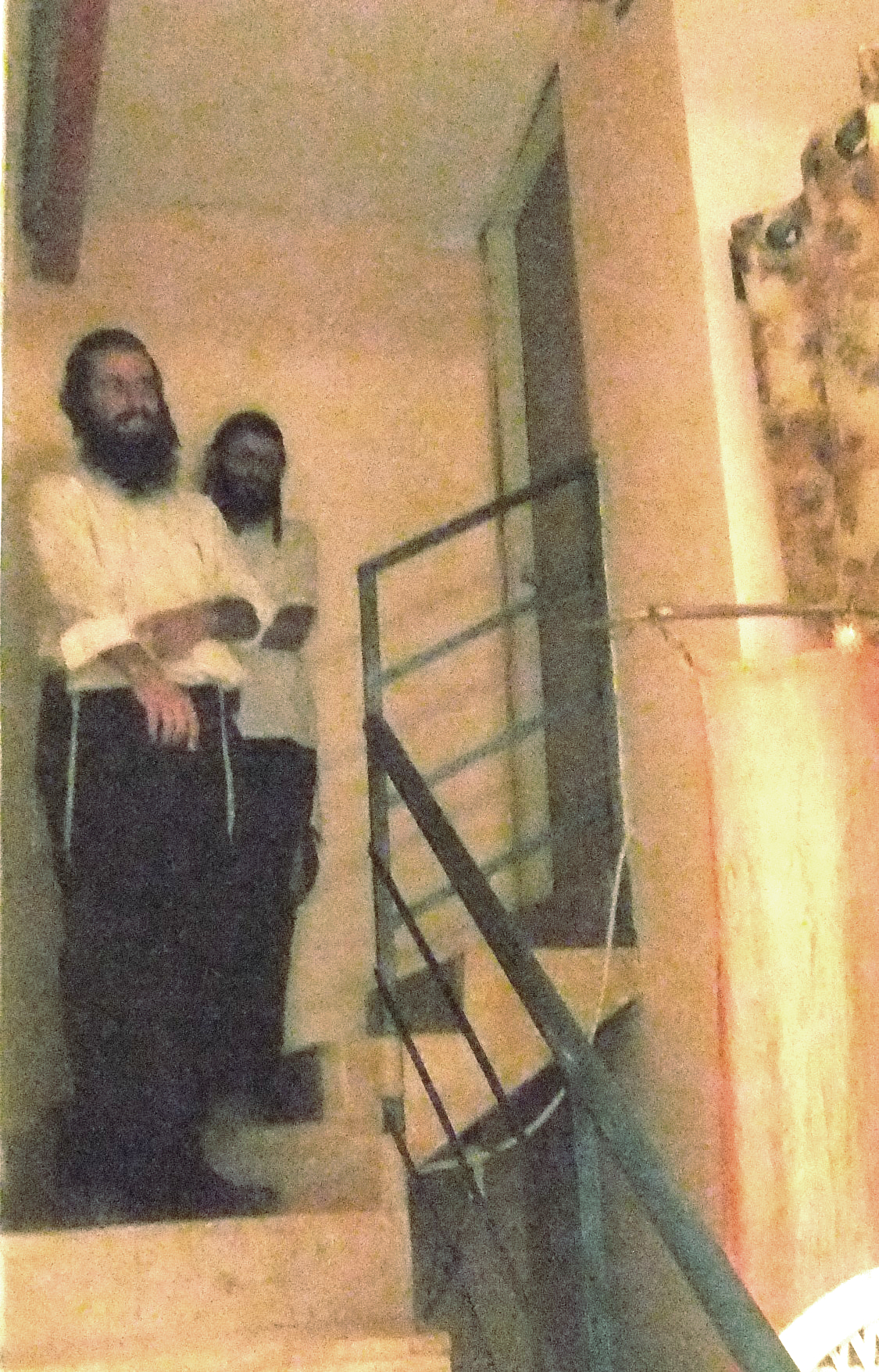
Два свидетеля возле хадар-йихуда

После бракосочетания жених и невеста входят в закрытую комнату и остаются там вместе на определённое время без посторонних. Двум свидетелям поручают заранее убедиться, что комната — действительно закрыта и пуста, а после того, как жених и невеста входят и запирают дверь, они несколько минут охраняют снаружи комнату. Цель осмотра и ухода за комнатой — создать реальность, в которой жених и невеста смогут физически исполнить брак. Однако практика такова, что жених и невеста используют это время только для разговоров и еды (после обычного поста в день свадьбы).
Обычай уединения в закрытой комнате распространён во всех ашкеназских общинах. В некоторых сефардских общинах этот обычай неприемлем, но некоторые следят за тем, чтобы были доказательства того, что пара действительно была вместе в брачную ночь после свадьбы. С другой стороны, есть те, кто считает, что сефардским евреям не разрешается занимать специальную комнату в зале радости из-за скромности. Эти различия на практике между показаниями привели в ряде случаев к конфликтам во время бракосочетания.